# Nando de Colo

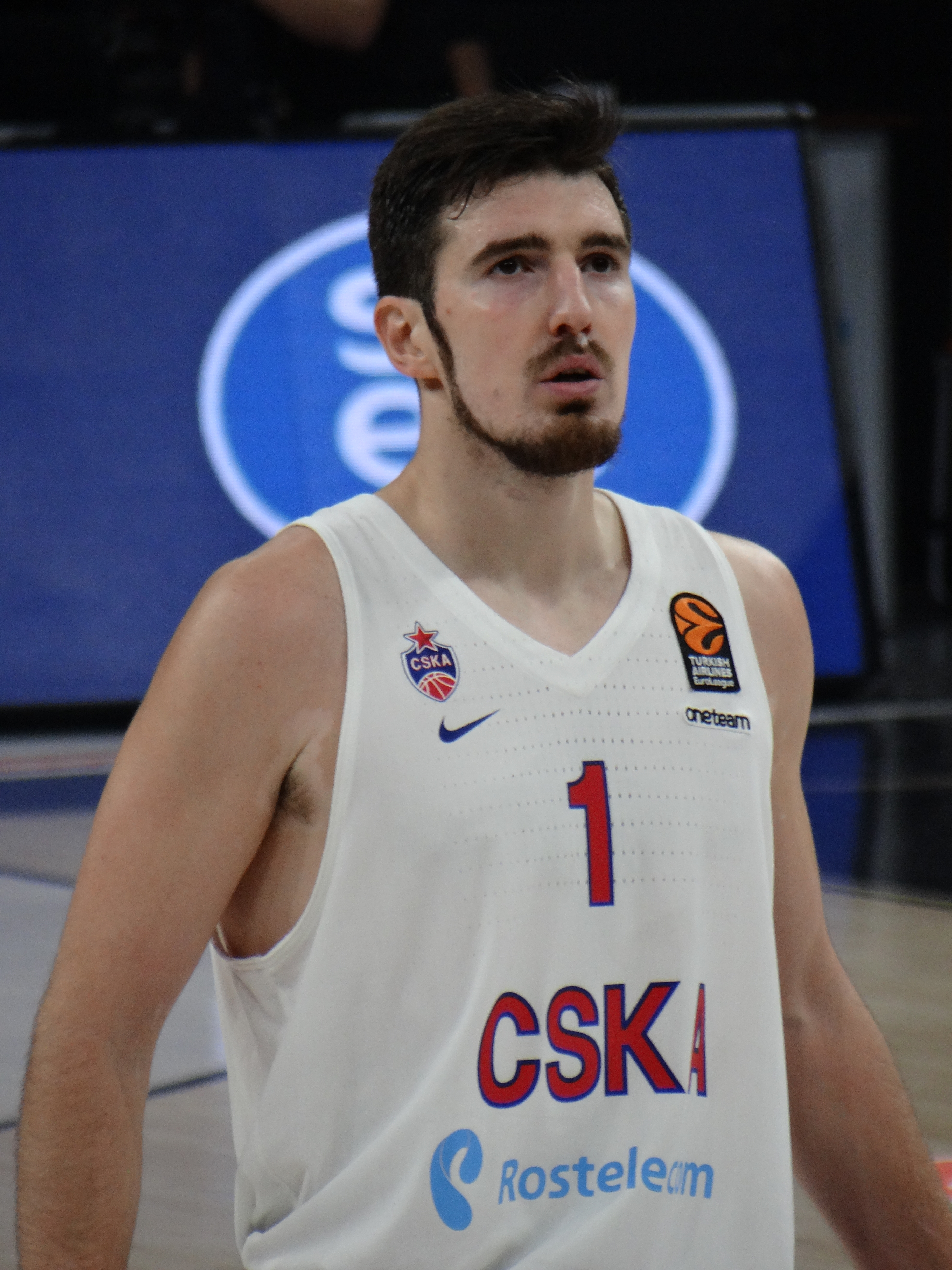

Nando de Colo (Sainte-Catherine-lès-Arras, França, (23 de juny de 1987) és un jugador de bàsquet francès que juga a la posició de base.
Ha jugat, entre altres equips, als San Antonio Spurs i als Toronto Raptors de l'NBA i al València Basket de la lliga ACB.
La temporada 2015-16 es va proclamar campió de l'Eurolliga de bàsquet amb el CSKA Moscou. Va ser guardonat amb els premis de MVP (millor jugador) de la competició i MVP de la final a 4. Aquella mateixa temporada també es va proclamar campió de la VTB United League. El juny de 2016 va firmar la seva renovació amb el CSKA Moscou per tres temporades més. Des del 2019 juga al Fenerbahçe SK.